# Kultura jelisiejewiczańska
kultura jelisiejewicziańska – nazwa tej kultury związana jest z eponimicznym stanowiskiem Judinowa. Zespół zjawisk kulturowych utożsamianych z kulturą jelisiejewicziańską obejmował swym zasięgiem tereny górnego Dniepru oraz jego dopływów. Obiekty mieszkalne miały formę półkolistą zaś ich fundamenty stanowiły duże kości i czaszki mamutów. Inwentarz kamienny reprezentowany był przez drapacze i rylce do których wytworzenia posługiwano się techniką wiórową. Inwentarz kamienny reprezentowany był przez różnego typu ostrza, pałeczki, łyżeczki, szydła oraz igły. Na fragmentach narzędzi kościanych nanoszone były ornamenty geometryczne a także formy naśladujące rybie łuski, zygzaki a także ornament drabinkowy. Gospodarka kultury jelisiejewicziańskiej oparta była na polowaniach głównie na mamuty, lisy polarne, renifery, konie, oraz na wilki. 